# Limnephilus abbreviatus
Limnephilus abbreviatus är en nattsländeart som beskrevs av Banks 1908. Limnephilus abbreviatus ingår i släktet Limnephilus och familjen husmasknattsländor. Inga underarter finns listade i Catalogue of Life.